# IC 3542
IC 3542 — галактика типу SBab () у сузір'ї Діва.
Цей об'єкт міститься в оригінальній редакції індексного каталогу.